# داغ فيدار كريستوفيرسن
داغ فيدار كريستوفيرسن (بالنرويجية البوكمول: Dag Vidar Kristoffersen)‏ هو لاعب كرة قدم ومدرب كرة قدم نرويجي، ولد في 20 أبريل 1957 في درامن في النرويج. لعب مع SBK Drafn ‏.

## وصلات خارجية
- داغ فيدار كريستوفيرسن على موقع عالم كرة القدم.نت (الإنجليزية)